# Nibea semifasciata
Nibea semifasciata es una especie de pez de la familia Sciaenidae en el orden de los Perciformes.

## Morfología
• Los machos pueden llegar alcanzar los 24 cm de longitud total.

## Hábitat
Es un pez de clima tropical y bentopelágico.

## Distribución geográfica
Se encuentra en los mares de la China.

## Observaciones
Es inofensivo para los humanos.